# Тал (язык)
Тал — афразийский язык, на котором говорят в районе Панкшин штата Плато в Нигерии.
Численность говорящих — 10 000 человек (1973). Письменность на основе латинского алфавита.
Наиболее близки языку тал ангасские языки гоэмаи, коеноем, монтол и пьяпун. Существует 6 диалектов тала: бонгмуут, бузук, нбаал, муак, муонг и таконг.